# Singoli al numero uno in Europa nel 2008
Questa pagina contiene la lista dei singoli al numero uno in Europa nel 2008.
Se la più lunga permanenza dell'anno alla numero 1 spetta agli statunitensi Timbaland e OneRepublic con Apologize, nel corso del 2008 varie artiste britanniche (la cosiddetta nuova "Brit Domination") si avvicendano in vetta alla classifica europea: Leona Lewis, Duffy ed Estelle.
Dopo un anno di assenza Madonna riconquista la vetta assieme a Justin Timberlake: la loro 4 Minutes rimane alla numero 1 per sette settimane di fila.
Il 2008 è l'anno della primissima numero 1 di Katy Perry, che domina nei mesi estivi con "I Kissed a Girl".
LA fine dell'anno segna il ritorno alla numero 1 in Europa dopo anni per tre artisti femminili statunitensi: si tratta di Pink (cantante), Beyoncé e Britney Spears, che passano in vetta due settimane ciascuna (Beyoncé tornerà all numero 1 anche all'inizio del 2009).

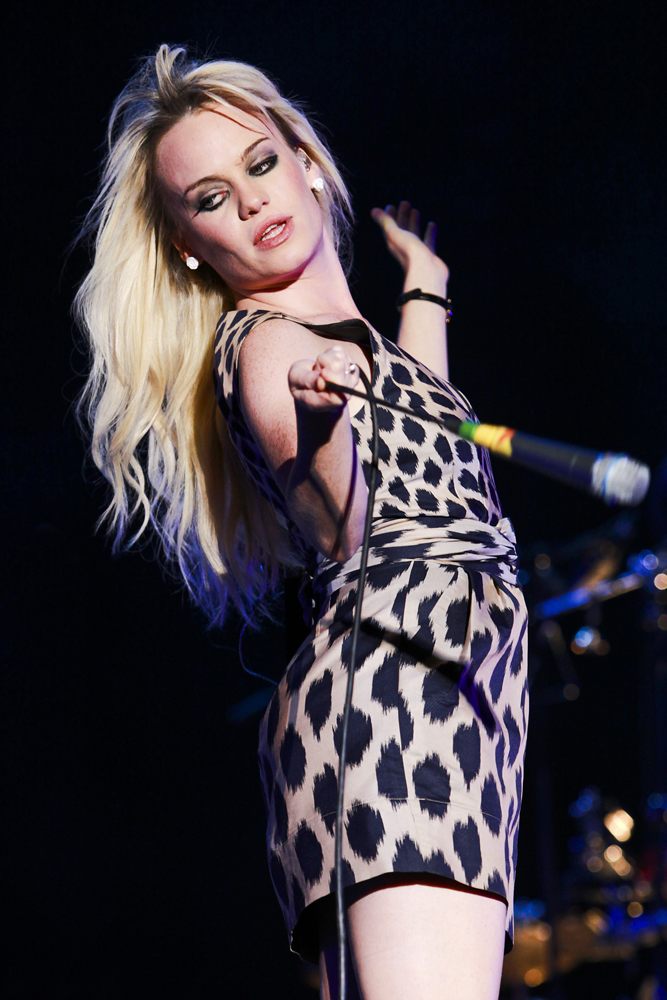
La cantante britannica Duffy conquistò la numero 1 così come le sue connazionali Leona Lewis ed Estelle.

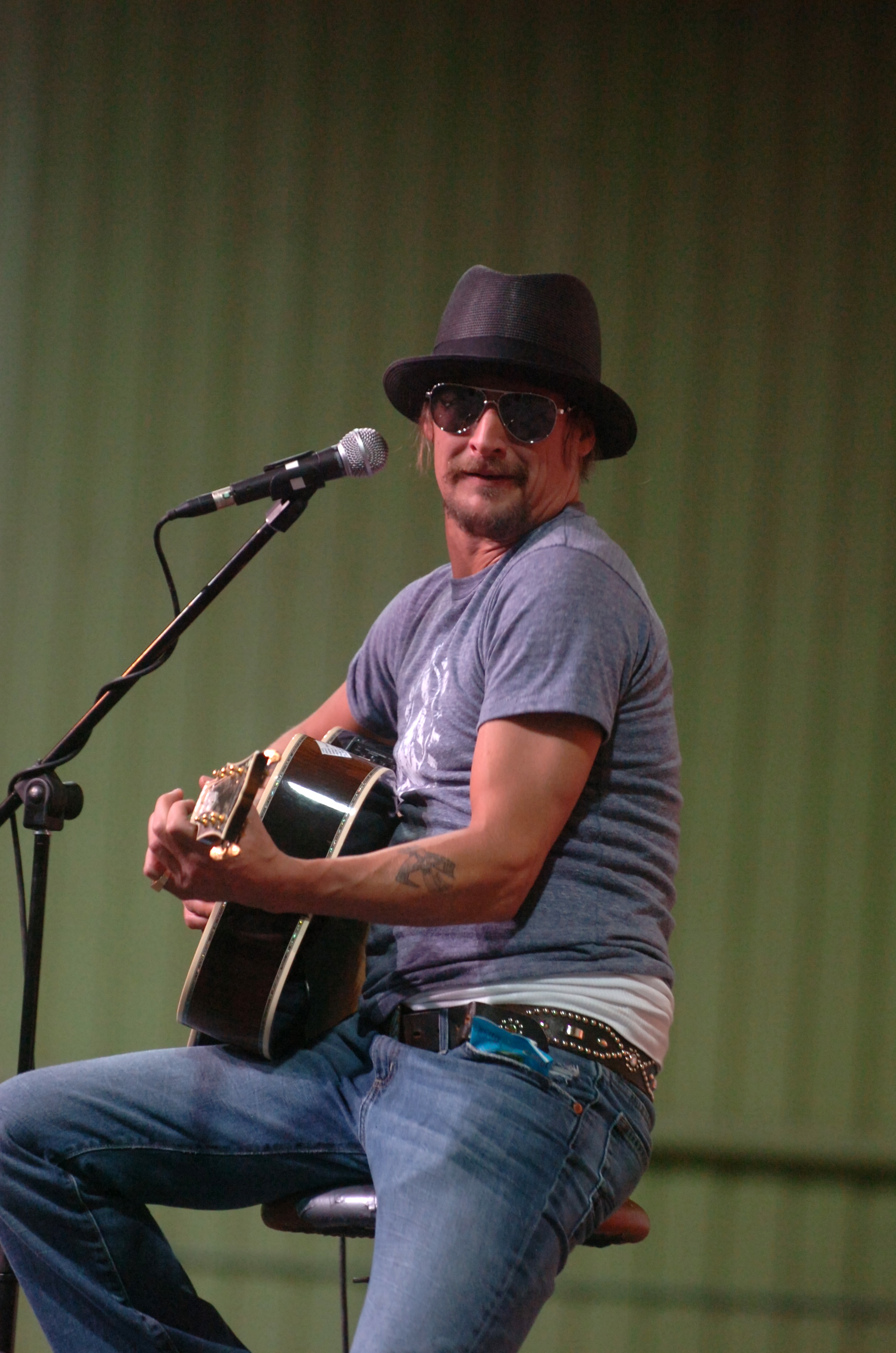
L'americano Kid Rock ottiene la sua prima numero 1 in Europa con l'inno all'estate "All Summer Long".

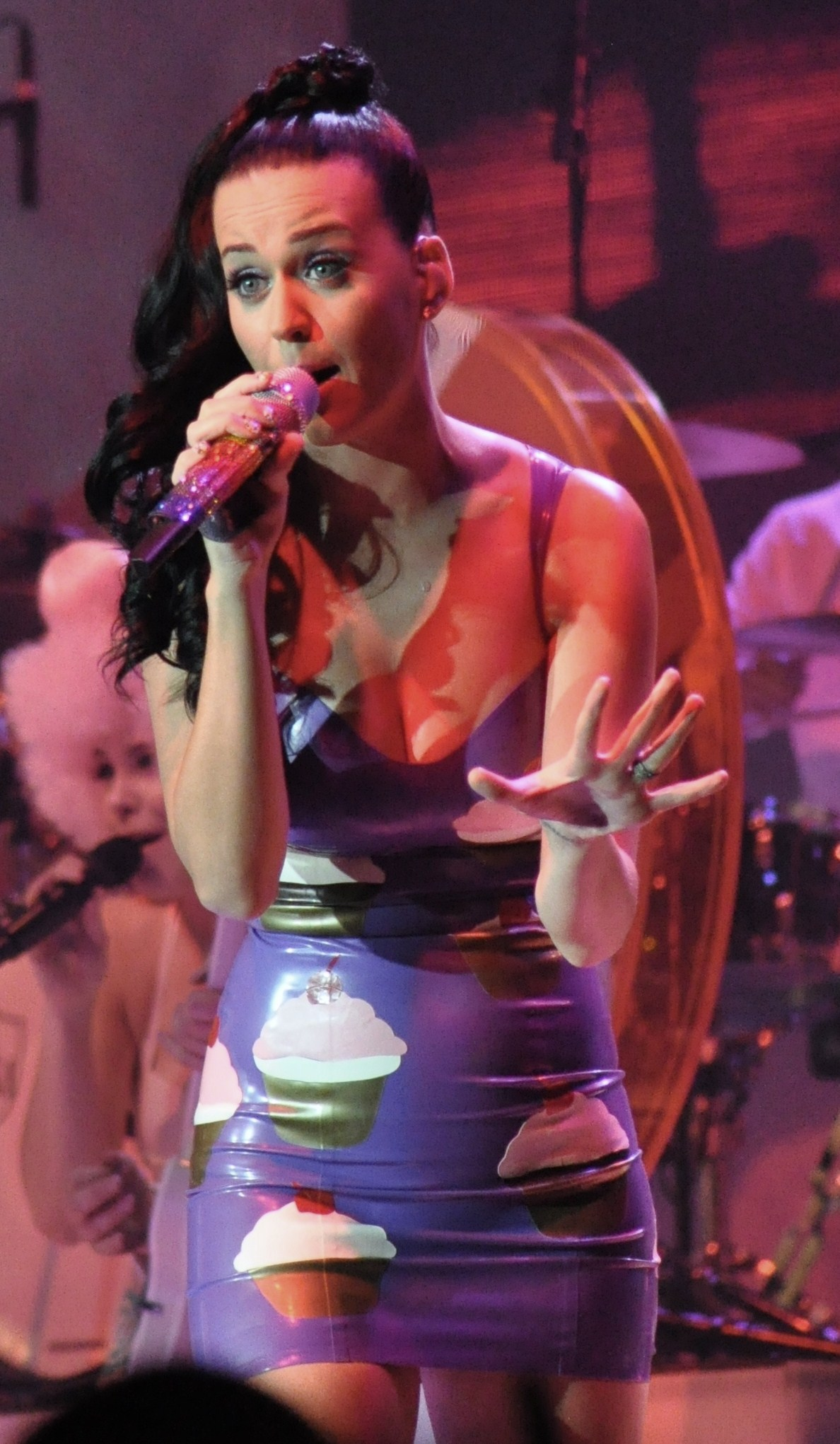
Katy Perry domina per nove settimane consecutive la classifica europea con la sua prima hit, "I Kissed a Girl".

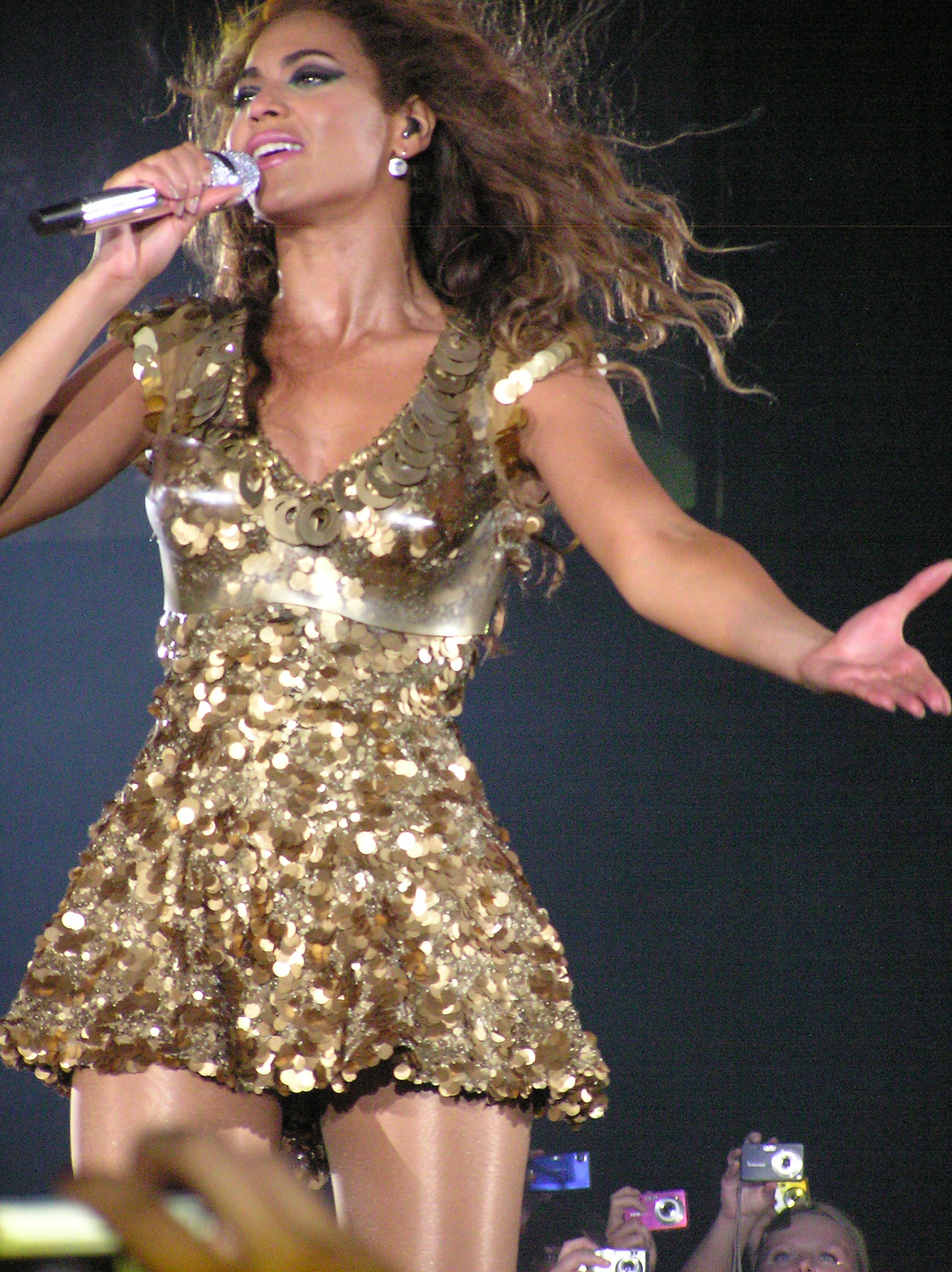
Beyoncé ritorna alla numero 1 dopo anni di assenza; la sua "If I Were a Boy" ritornerà in vetta anche all'inizio del 2009.

## Lista
| Data         | Canzone         | Artista                         |
| ------------ | --------------- | ------------------------------- |
| 5 gennaio    | Apologize       | Timbaland featuring OneRepublic |
| 12 gennaio   | Apologize       | Timbaland featuring OneRepublic |
| 19 gennaio   | Apologize       | Timbaland featuring OneRepublic |
| 26 gennaio   | Apologize       | Timbaland featuring OneRepublic |
| 2 febbraio   | Apologize       | Timbaland featuring OneRepublic |
| 9 febbraio   | Apologize       | Timbaland featuring OneRepublic |
| 16 febbraio  | Apologize       | Timbaland featuring OneRepublic |
| 23 febbraio  | Apologize       | Timbaland featuring OneRepublic |
| 1º marzo     | Apologize       | Timbaland featuring OneRepublic |
| 8 marzo      | Bleeding Love   | Leona Lewis                     |
| 15 marzo     | Apologize       | Timbaland featuring OneRepublic |
| 22 marzo     | Bleeding Love   | Leona Lewis                     |
| 29 marzo     | Mercy           | Duffy                           |
| 5 aprile     | Bleeding Love   | Leona Lewis                     |
| 12 aprile    | Bleeding Love   | Leona Lewis                     |
| 19 aprile    | Bleeding Love   | Leona Lewis                     |
| 26 aprile    | Mercy           | Duffy                           |
| 3 maggio     | 4 Minutes       | Madonna & Justin Timberlake     |
| 10 maggio    | 4 Minutes       | Madonna & Justin Timberlake     |
| 17 maggio    | 4 Minutes       | Madonna & Justin Timberlake     |
| 24 maggio    | 4 Minutes       | Madonna & Justin Timberlake     |
| 31 maggio    | 4 Minutes       | Madonna & Justin Timberlake     |
| 7 giugno     | 4 Minutes       | Madonna & Justin Timberlake     |
| 14 giugno    | 4 Minutes       | Madonna & Justin Timberlake     |
| 21 giugno    | Mercy           | Duffy                           |
| 28 giugno    | Mercy           | Duffy                           |
| 5 luglio     | Mercy           | Duffy                           |
| 12 luglio    | Mercy           | Duffy                           |
| 19 luglio    | American Boy    | Estelle feat. Kanye West        |
| 26 luglio    | All Summer Long | Kid Rock                        |
| 2 agosto     | All Summer Long | Kid Rock                        |
| 9 agosto     | All Summer Long | Kid Rock                        |
| 16 agosto    | All Summer Long | Kid Rock                        |
| 23 agosto    | I Kissed a Girl | Katy Perry                      |
| 30 agosto    | I Kissed a Girl | Katy Perry                      |
| 6 settembre  | I Kissed a Girl | Katy Perry                      |
| 13 settembre | I Kissed a Girl | Katy Perry                      |
| 20 settembre | I Kissed a Girl | Katy Perry                      |
| 27 settembre | I Kissed a Girl | Katy Perry                      |
| 4 ottobre    | I Kissed a Girl | Katy Perry                      |
| 11 ottobre   | I Kissed a Girl | Katy Perry                      |
| 18 ottobre   | I Kissed a Girl | Katy Perry                      |
| 1º novembre  | So What         | Pink                            |
| 8 novembre   | So What         | Pink                            |
| 15 novembre  | Infinity 2008   | Guru Josh Project               |
| 22 novembre  | Infinity 2008   | Guru Josh Project               |
| 29 novembre  | Infinity 2008   | Guru Josh Project               |
| 6 dicembre   | If I Were a Boy | Beyoncé                         |
| 13 dicembre  | If I Were a Boy | Beyoncé                         |
| 20 dicembre  | Womanizer       | Britney Spears                  |
| 27 dicembre  | Womanizer       | Britney Spears                  |